# Le Café du pauvre
Le Café du pauvre est un roman d'Alphonse Boudard publié en 1983 aux Éditions de la Table ronde, puis en Livre de poche.

## Résumé
L'auteur évoque son existence à vingt ans dans le Paris de l'immédiat après-guerre, avec son style particulier d'autobiographie romancée écrite dans une langue élaborée à partir d'expressions argotiques. En 1946, en France, le rationnement alimentaire est encore en vigueur. « Le café du pauvre » y désigne l'acte sexuel, alors que le café est un luxe qui ne se trouve guère qu'au marché noir. Vivant d'expédients et insatiablement en quête d'aventures amoureuses, le narrateur relate ses rencontres tout en portant un regard ironique et désabusé sur les personnages qu'il fréquente dans des milieux très variés, depuis des catholiques bien-pensants, jusqu'à des prostituées et proxénètes, en passant par le Parti communiste internationaliste, divers petits commerçants et trafiquants, ainsi que les habitués du tout-nouveau Tabou. S'il se déclare « béotien inculte, uniquement préoccupé de boustiffe et de fesses », il est néanmoins contraint de participer aux activités culturelles de ses amies pour parvenir à ses fins, amorçant ainsi sa « métamorphose » qui se poursuivra dans L'Éducation d'Alphonse.